# Эйбл, Франц
Франц Эйбл (нем. Franz Eybl; 1 апреля 1806, Мариахильф, Вена — 29 апреля 1880, Бельведер (Вена)) — австрийский живописец, художник исторического жанра, портретист, литограф, академик.

## Биография

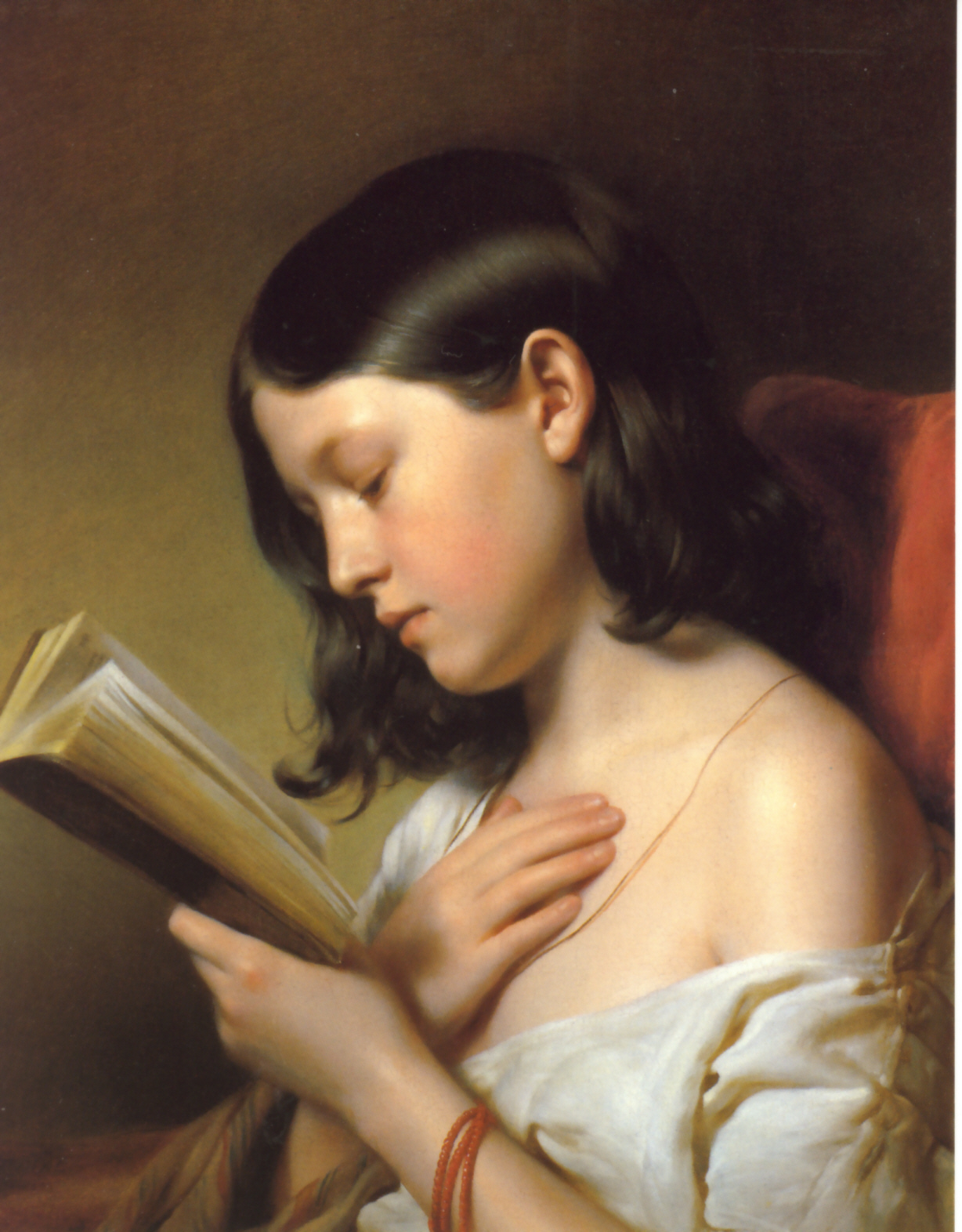
Читающая девушка. 1850

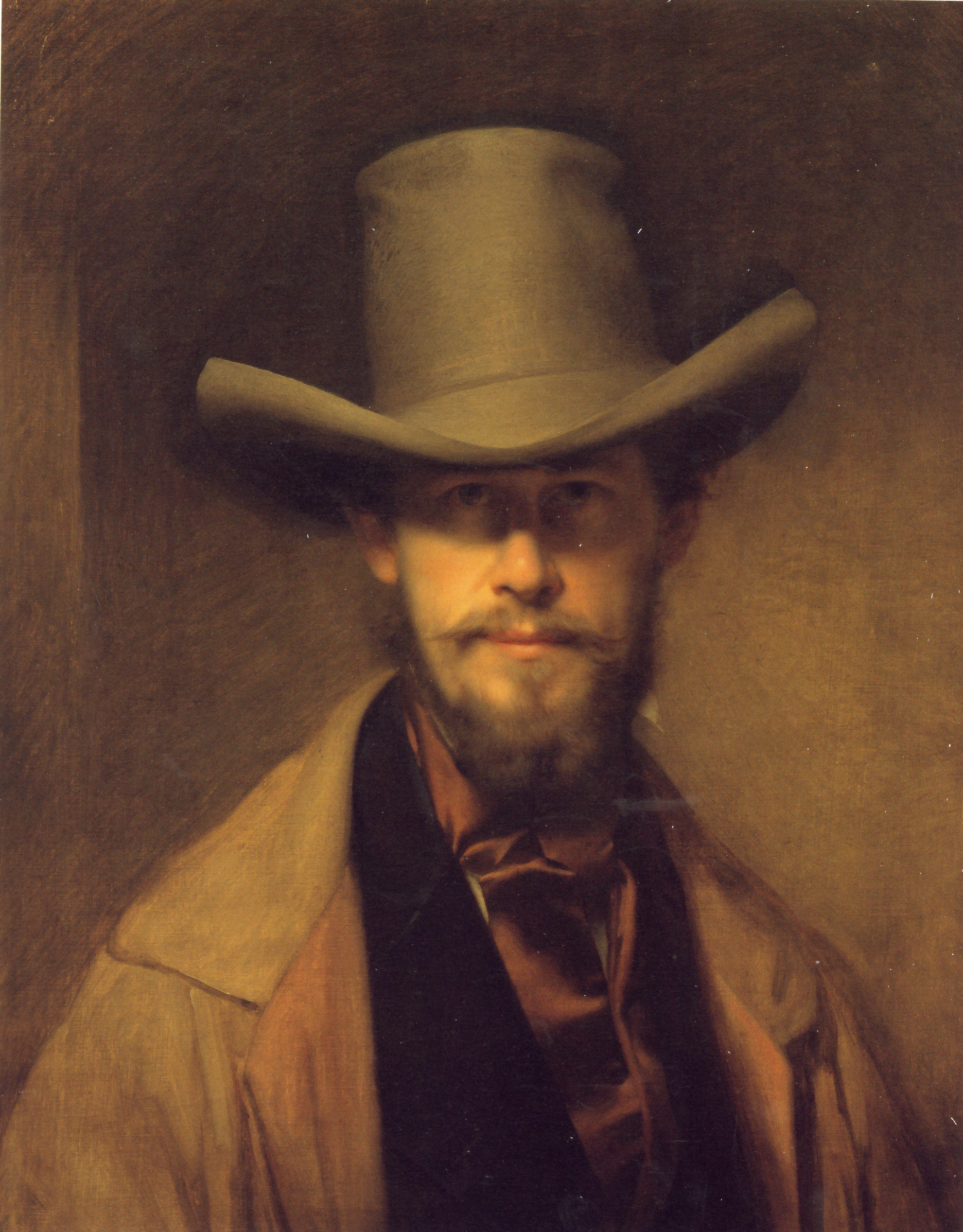
Автопортрет в шляпе

В 1816 году в возрасте десяти лет поступил на учёбу в Венскую академию изящных искусств. В числе его учителей были Йозеф Клибер, Иоганн Лампи Старший и Иоганн Петер Крафт.
В 1825 и 1828 годах его работы были отмечены премиями Академии.
В 1843 году стал членом Венской академии изящных искусств. С 1853 года — куратор Императорской картинной галереи в Бельведере, с 1867 года также преподаватель в местной реставрационной мастерской.
Скончался в своей официальной квартире во дворце Бельведер. Похоронен в почётной могиле на Центральном кладбище Вены.

## Творчество
Автор пейзажей, живописных портретов, жанровых сцен, а также исторической живописи. После 1840 года находился под влияние художественных принципов Фердинанда Георга Вальдмюллера, особенно в области светотеневых моделировок. В своём творчестве сочетал портретные характеристики персонажей с желанием создать тип человека из определённой среды, возрастной и культурной группы.
Написал много портретов и наряду с Фридрихом фон Амерлингом считался одним из самых видных портретистов Австрии XIX века . Автор более 400 литографических портретов.